# Albagiara
Albagiara – miejscowość i gmina we Włoszech, w regionie Sardynia, w prowincji Oristano. Graniczy z Ales, Assolo, Genoni, Gonnosnò, Mogorella, Usellus, Villa Sant'Antonio.
Według danych na rok 2004 gminę zamieszkiwało 289 osób, 36,1 os./km².